# Ixora notoniana
Ixora notoniana är en måreväxtart som beskrevs av Nathaniel Wallich och George Don jr. Ixora notoniana ingår i släktet Ixora och familjen måreväxter. Inga underarter finns listade i Catalogue of Life.